# Lanneray
Lanneray település Franciaországban, Eure-et-Loir megyében. Lakosainak száma 540 fő (2018. január 1.). Lanneray Saint-Denis-les-Ponts községgel határos.

## Népesség
A település népességének változása:
| Lakosok száma | 505  | 447  | 485  | 498  | 533  | 569  | 572  | 583  | 555  | 540  |
|               | 1968 | 1975 | 1982 | 1999 | 2006 | 2011 | 2013 | 2016 | 2017 | 2018 |